# Liste der Monuments historiques in Arsonval
Die Liste der Monuments historiques in Arsonval führt die Monuments historiques in der französischen Gemeinde Arsonval auf.

## Liste der Immobilien
| Bezeichnung      | Beschreibung                    | Standort                 | Kennzeichnung | Schutzstatus | Datum | Bild           |
| ---------------- | ------------------------------- | ------------------------ | ------------- | ------------ | ----- | -------------- |
| Kirche St-Martin | im Kern aus dem 12. Jahrhundert | 26 route national (Lage) | PA00078020    | Inscrit      | 1926  | weitere Bilder |

## Liste der Objekte
| Bezeichnung                   | Beschreibung | Standort                       | Kennzeichnung | Schutzstatus | Datum | Bild |
| ----------------------------- | --- | ------------------------------ | ------------- | ------------ | ----- | ---- |
| Skulptur Unterweisung Mariens | Holz, farbig gefasst, 16. Jahrhundert                                                                                             | in der Kirche St-Martin (Lage) | PM10004547    | Inscrit      | 1973  |      |
| Hauptaltar                    | Tabernakel, Retabel und zwei Skulpturen; Holz, farbig gefasst und vergoldet, 18. Jahrhundert; zugehörig PM10004631 und PM10004632 | in der Kirche St-Martin (Lage) | PM10004548    | Inscrit      | 1985  |      |
| Gemälde Heiliger Martin       | Ölfarbe auf Leinwand, 18. Jahrhundert                                                                                             | in der Kirche St-Martin (Lage) | PM10004631    | Inscrit      | 1985  |      |
| Gemälde Madonna mit Kind      | Ölfarbe auf Leinwand, 18. Jahrhundert                                                                                             | in der Kirche St-Martin (Lage) | PM10004632    | Inscrit      | 1985  |      |
| Skulptur Heiliger Nikolaus    | Kalkstein, farbig gefasst und vergoldet, 18. Jahrhundert                                                                          | in der Kirche St-Martin (Lage) | PM10004549    | Inscrit      | 1985  |      |
| Skulptur Madonna mit Kind     | Holz, farbig gefasst, 15. Jahrhundert; im Musée Loukine deponiert                                                                 | in der Kirche St-Martin (Lage) | PM10003453    | Classé       | 1995  |      |